# Chrysosoma pexum
Chrysosoma pexum är en tvåvingeart som beskrevs av Becker 1922. Chrysosoma pexum ingår i släktet Chrysosoma och familjen styltflugor. Inga underarter finns listade i Catalogue of Life.